# Beretta Modèles 1/2/3

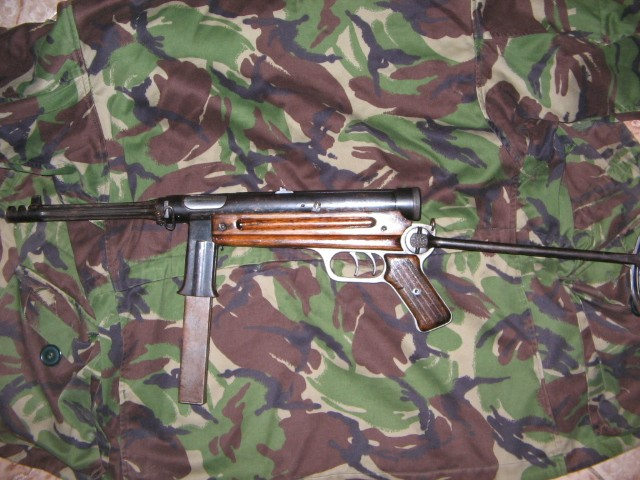
Le Beretta Model 1 possède une crosse repliable type MP-38.

Les Beretta Modèles 1/2/3 furent des tentatives d'offrir un Pistolet mitrailleur compact à partir du Beretta 1938A. Tulio Marengoni s'inspire du MP40 comme l'ont fait les Modèles 1 (créés en 1942) et 2, restés à l'état de prototypes. L'échec commercial du Beretta 38/42 aboutit à l'étude d'une nouvelle arme : le Modèle 6. Modifié plusieurs fois, le projet Modèle 6 deviendra finalement le Beretta M12.

## Fiche technique du Beretta  Modèle 3 pour l'export)
- Canon : 200 mm
- Munition : 9 mm Parabellum
- Chargeurs  : 20/40 cartouches
- Cadence de tir : 550 coups par minute
- Masse : 3,47 kilogrammes (vide)
- Longueur : 711/508 millimètres (crosse dépliée/pliée)